# Aeropuerto Internacional de Tuxtla
El Aeropuerto Internacional de Tuxtla Gutiérrez o Aeropuerto Internacional Ángel Albino Corzo (Código IATA: TGZ, Código OACI: MMTG, Código DGAC: TGZ) está localizado en los límites del municipio de Chiapa de Corzo, Chiapas, México. Tiene a su cargo el tráfico aéreo nacional e internacional de la ciudad de Tuxtla Gutiérrez y del centro del estado. Tuxtla Gutiérrez se encuentra a 35 minutos aproximadamente.
El aeropuerto fue inaugurado en 2006 y cuenta con una capacidad para atender 350 operaciones aéreas diarias y 2 500 000 pasajeros al año. Es considerado como uno de los más modernos y funcionales del país; es el aeropuerto con mayor tráfico de pasajeros en la región Suroeste de México y entre los 15 aeropuertos más transitados de la república. Debido al constante crecimiento de pasajeros, en octubre de 2020 fue inaugurada la ampliación de sus instalaciones. Es operado por el Grupo Aeroportuario de Chiapas.

## Historia
La necesidad de construir un tercer aeropuerto en el área de Tuxtla Gutiérrez se incrementó considerablemente en la década de 1990 debido a que la infraestructura aérea existente no resolvía en su totalidad las necesidades del tráfico aéreo comercial de la ciudad. Aunque Tuxtla Gutiérrez ya contaba con dos aeropuertos en funcionamiento, ninguno de ellos garantizaba una conexión aérea eficaz: el emplazamiento de la Base aérea n.º 6 Terán, conocida como Aeropuerto Francisco Sarabia, no era adecuado ya que tiene elevaciones montañosas cercanas al frente y a un lado; y la situación del Aeropuerto Llano San Juan no es mejor, ya que su única pista termina casi en una gran depresión, que aunado a la constante niebla hacían de la aviación una actividad muy peligrosa, amén de la pérdidas económicas producto de las constantes cancelaciones de los servicios aéreos. Para inicios del siglo XXI el proyecto de construcción fue tomando forma y el 27 de junio de 2006 fue inaugurado el nuevo Aeropuerto Ángel Albino Corzo. La obra contó con una inversión de 825 millones de pesos (72.2 millones de dólares), de la cual 49% fue aportación federal y 51% estatal. Como resultado de la puesta en marcha de este aeropuerto, la Base Aérea de Terán, regresó a su función como base aérea militar y el Aeropuerto Llano San Juan cerró completamente sus puertas a la aviación comercial y civil.
Durante la ceremonia de inauguración, presidida por los entonces Presidente de la República Vicente Fox Quesada y el Gobernador del Estado Pablo Salazar Mendiguchía tuvo lugar el aterrizaje inaugural del vuelo comercial 234 de Aviacsa procedente de Tapachula con un avión Boeing 737-201/Adv de matrícula: XA-TVL al mando del CPA Jesús Uribe Romero. El primer despegue fue de esa misma aeronave con destino a la Ciudad de México.
Aunque desde su inauguración se le conoce como un Aeropuerto Internacional, no fue sino hasta el 21 de julio de 2008 cuando obtuvo esta categoría oficialmente. El primer aterrizaje de un vuelo internacional no comercial tuvo lugar el 7 de septiembre de ese mismo año recibiendo a la selección de fútbol de Canadá quien se enfrentaría en un partido contra la selección mexicana en el Estadio Víctor Manuel Reyna de Tuxtla Gutiérrez.
En noviembre de 2014, se anunció que el aeropuerto se ampliaría para aumentar la capacidad de la terminal de 80 000 a 140 000 pasajeros mensuales.
El 28 de noviembre de 2015, el aeropuerto recibió, por primera vez en su historia, al pasajero «un millón» a bordo del vuelo 2601 de la aerolínea Interjet. 
El avión más grande que ha recibido el aeropuerto ha sido el Boeing 787-8, el 7 de agosto de 2017 perteneciente a la Fuerza Aérea Mexicana y actual Avión presidencial mexicano.
El 17 de octubre de 2020, con una inversión de 437.6 millones de pesos, fueron inauguradas la ampliación de las instalaciones, se construyeron 13 000 m² (metros cuadrados) de áreas de ambulatorios, áreas comerciales, cuatro nuevos puntos de contacto con sus respectivos túneles de acceso, una posición remota y una subestación eléctrica.
En diciembre de 2024, fue inaugurada su segunda ampliación, la cual incluyó, la carretera que conecta al Parque Logístico con el AIAAC, la Terminal de Corto Recorrido, el Ambulatorio Público Lado Internacional y la tienda Casa de las Artesanías. 

### Línea del tiempo
Esta es la representación gráfica de los diferentes aeropuertos que fueron utilizados en Tuxtla Gutiérrez hasta llegar al actual.

### Cronología de vuelos

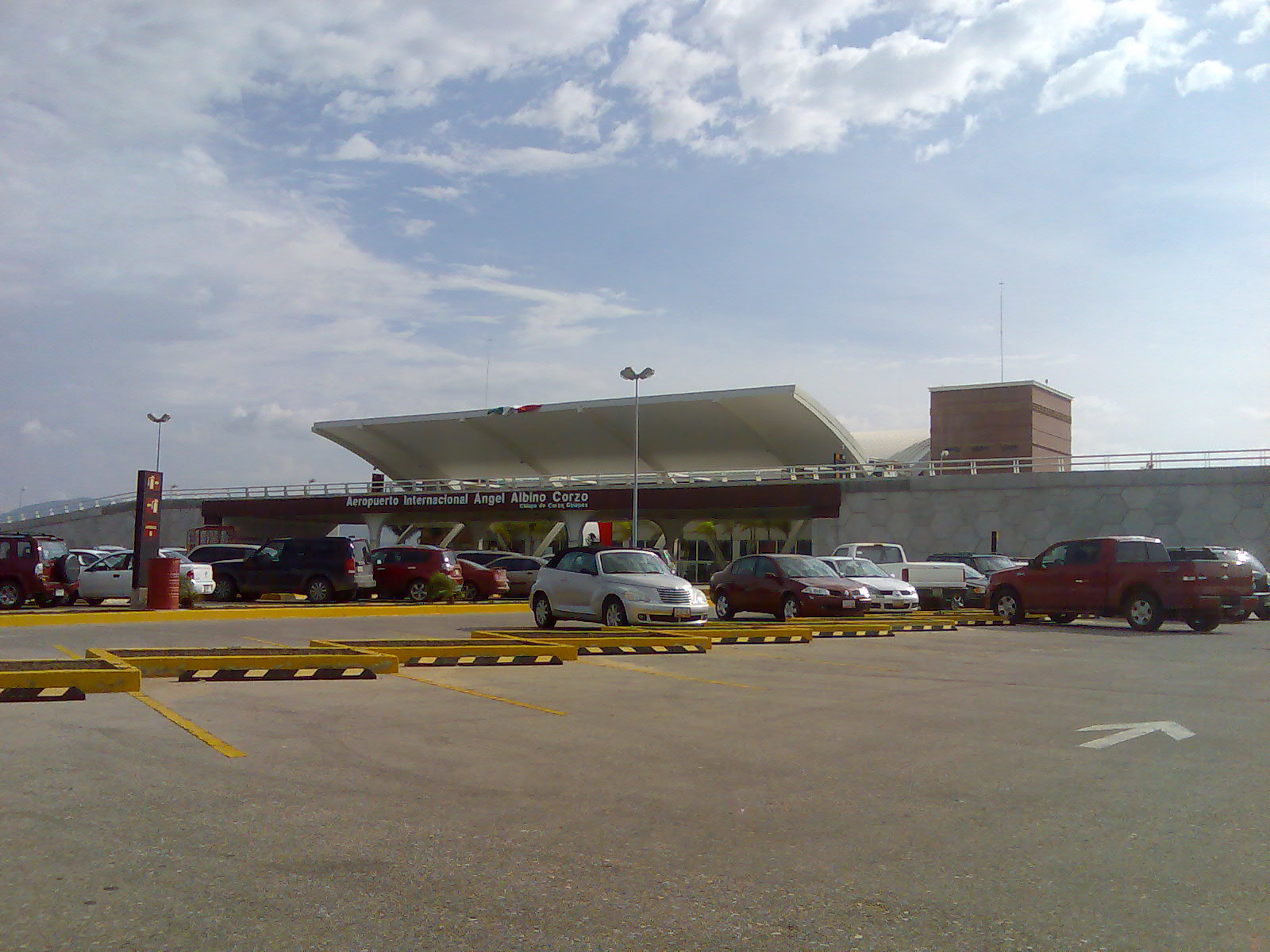
Vista del aeropuerto desde el estacionamiento.

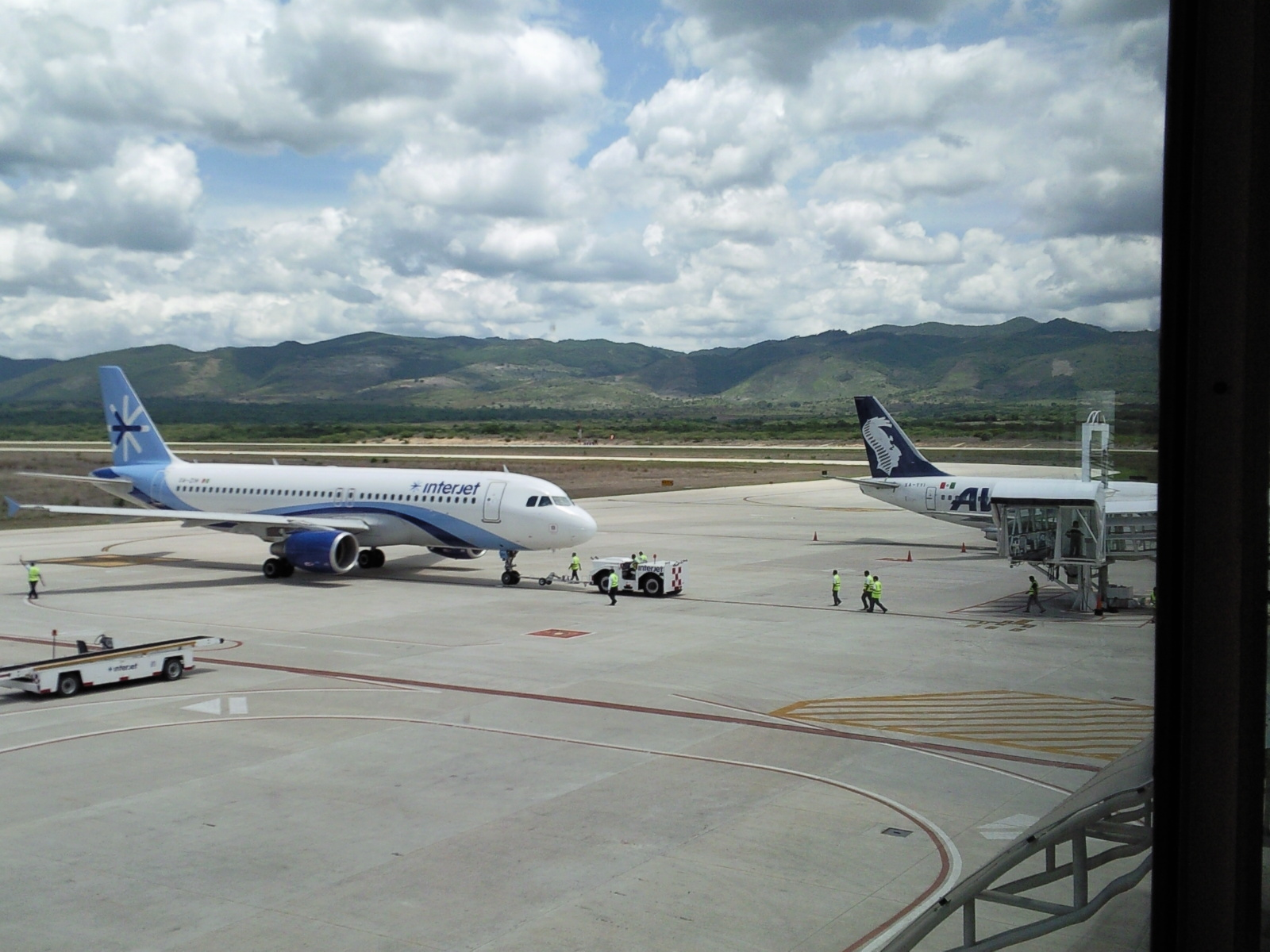
Vista de la plataforma y las posiciones de contacto 4 y 5 del aeropuerto.

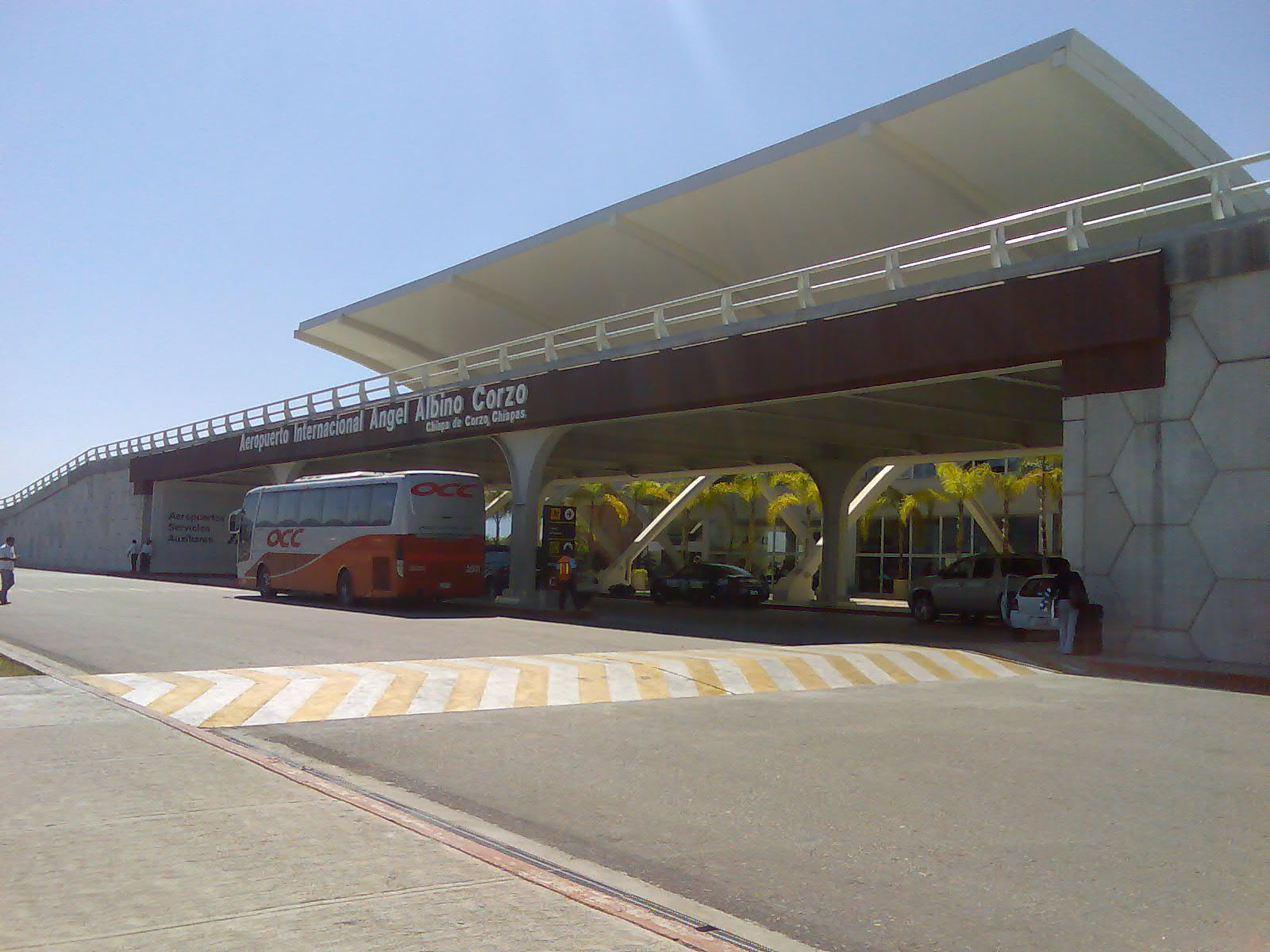
Un autobús de OCC brindando servicio en el Aeropuerto.

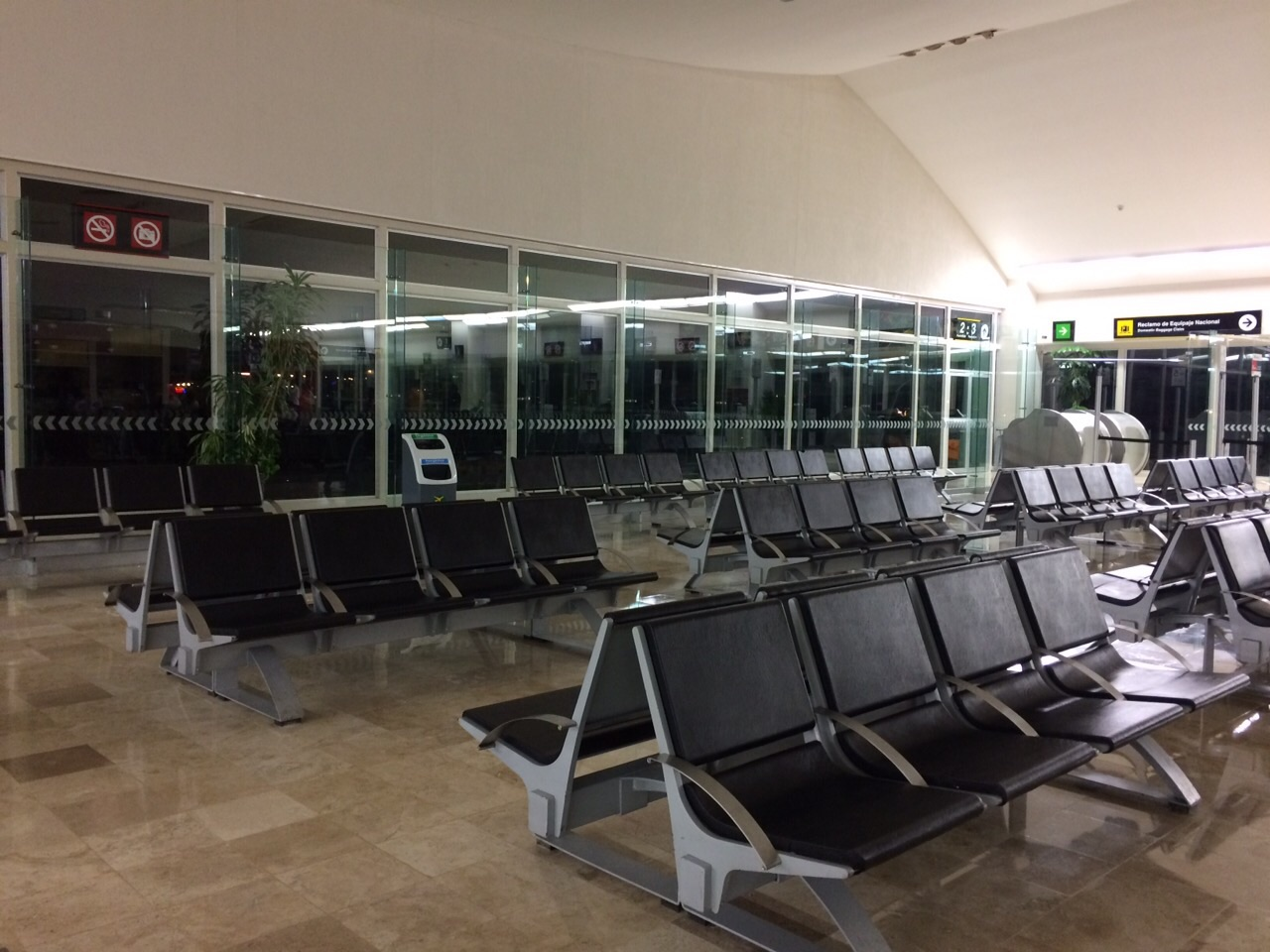
Sala de última espera del Aeropuerto.

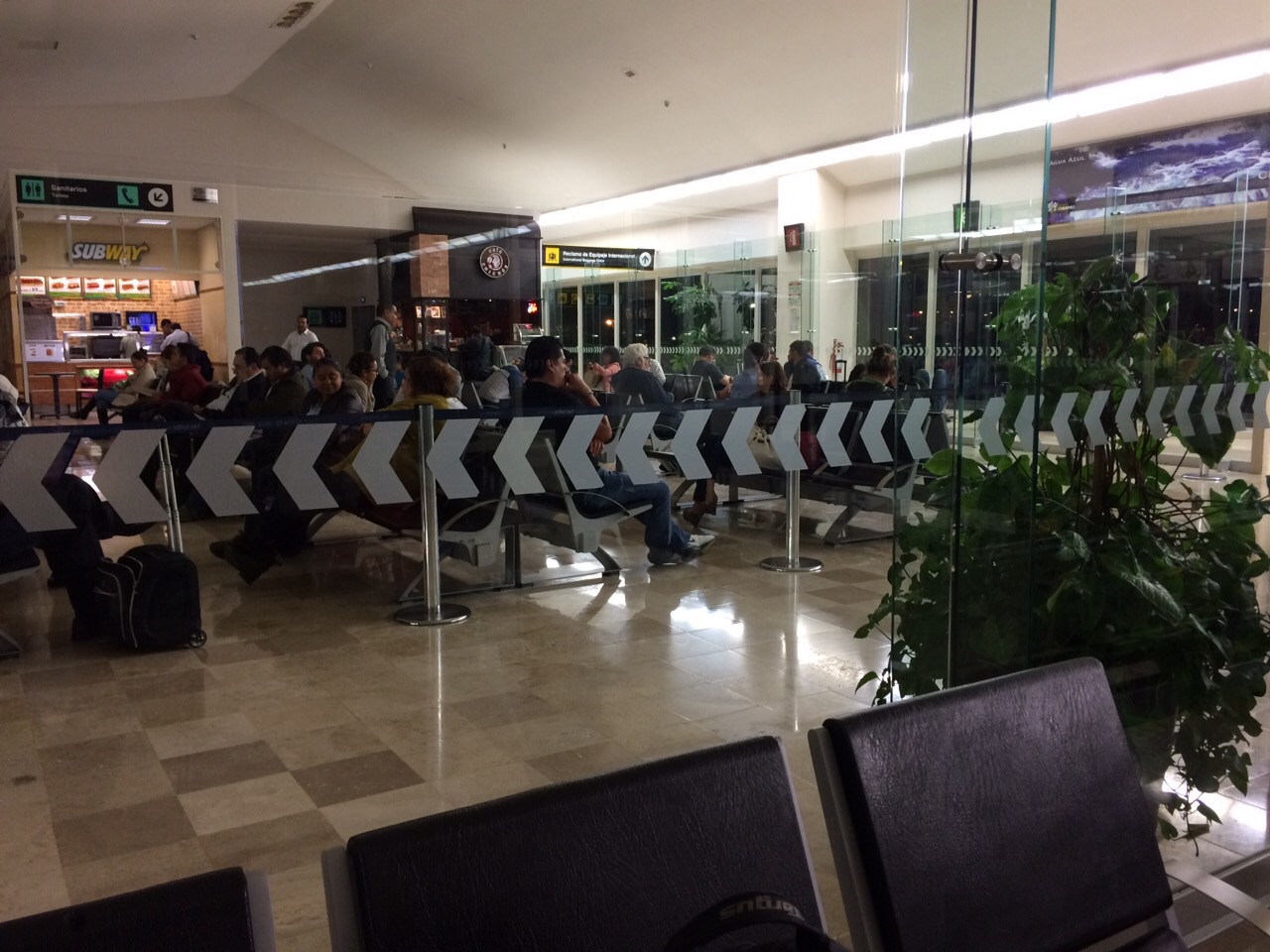
Interior del Aeropuerto.

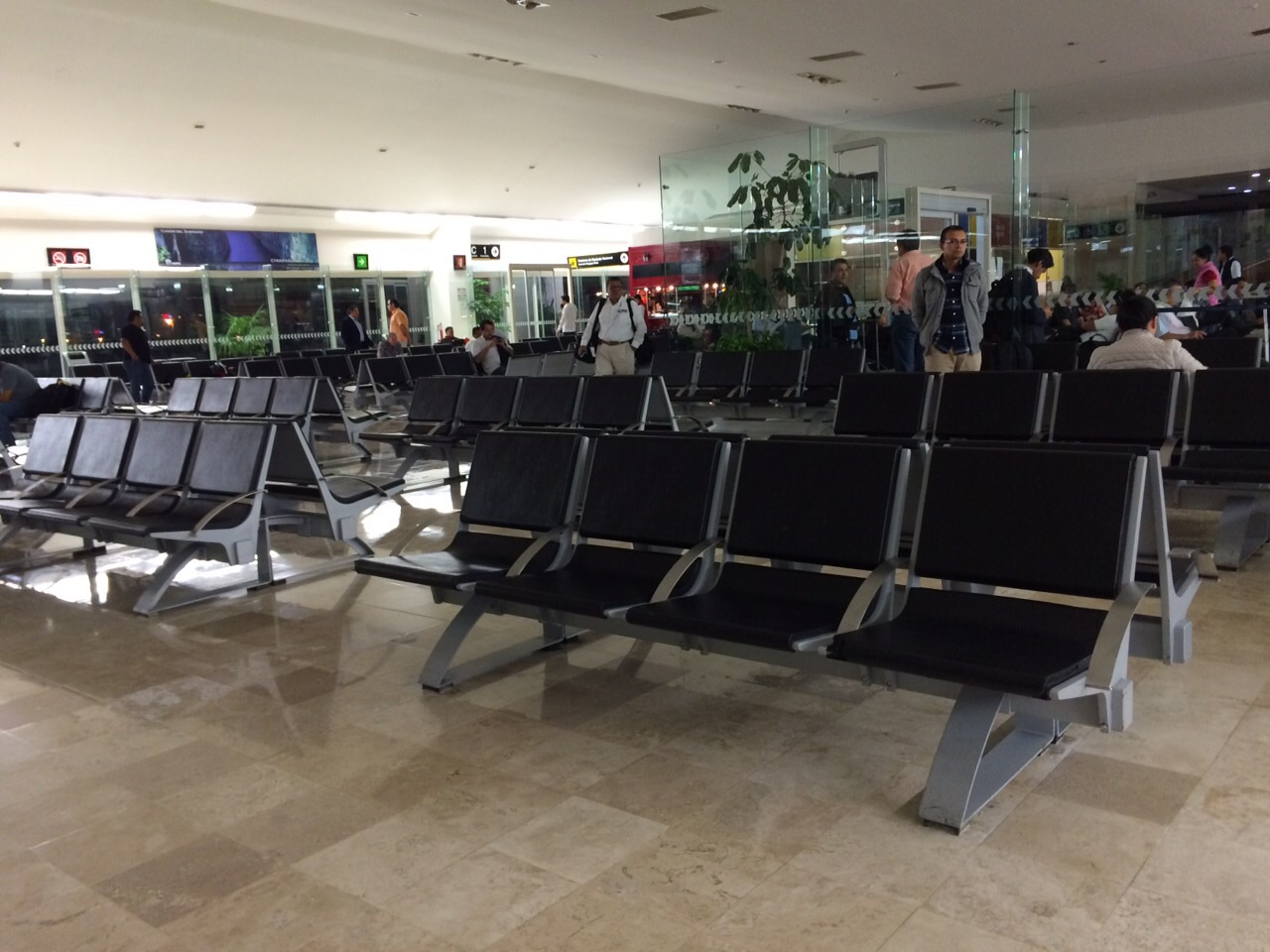
Sala de última espera del Aeropuerto.

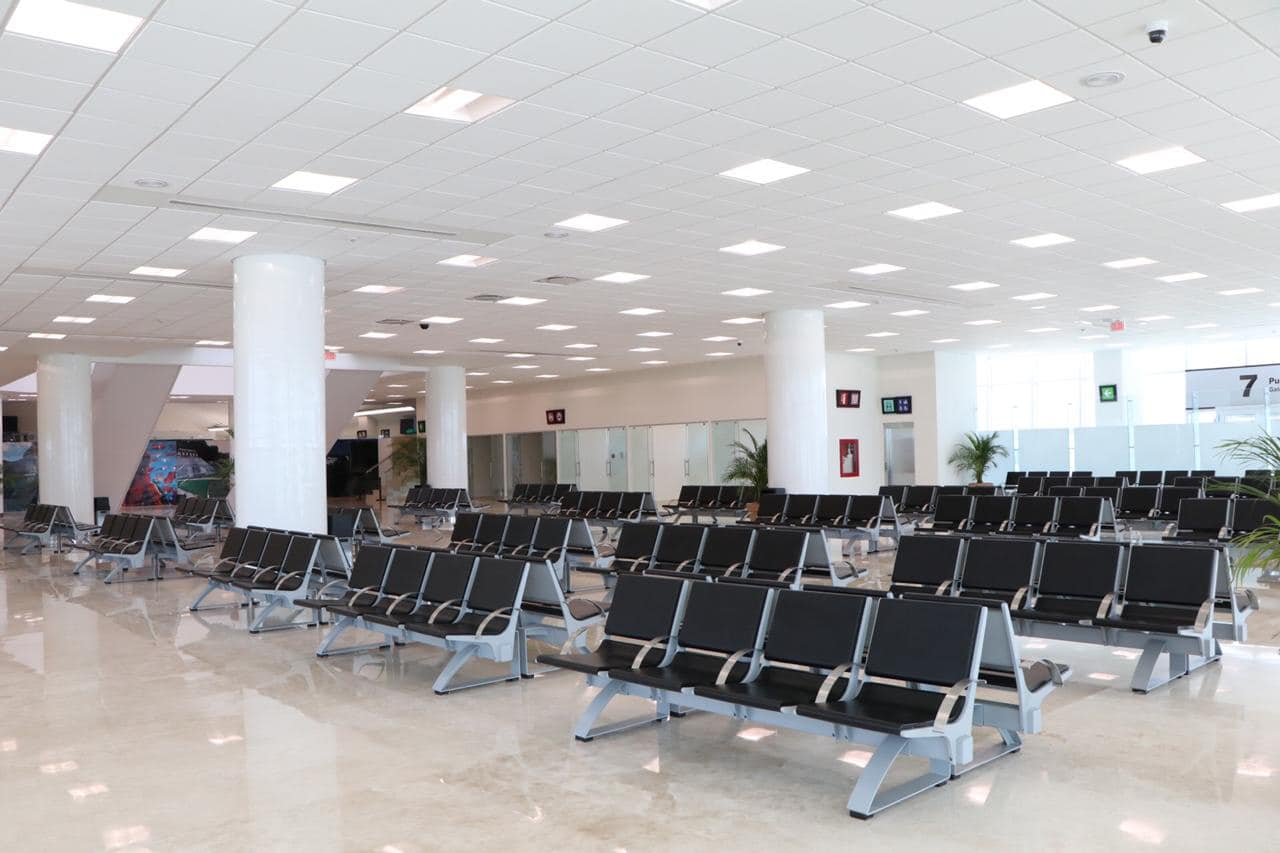
Nuevas Salas de última espera del Aeropuerto.

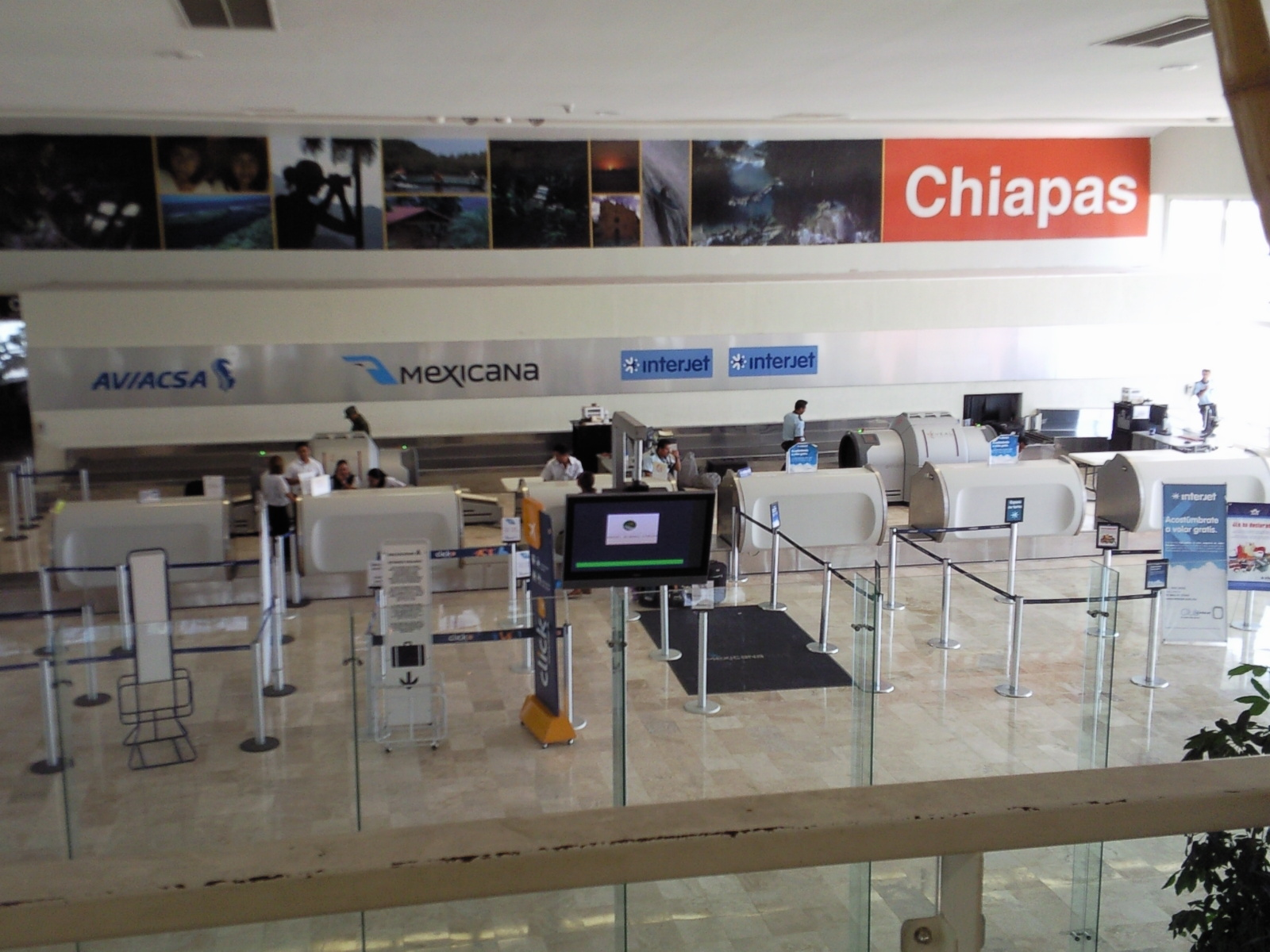
Mostradores de documentación.

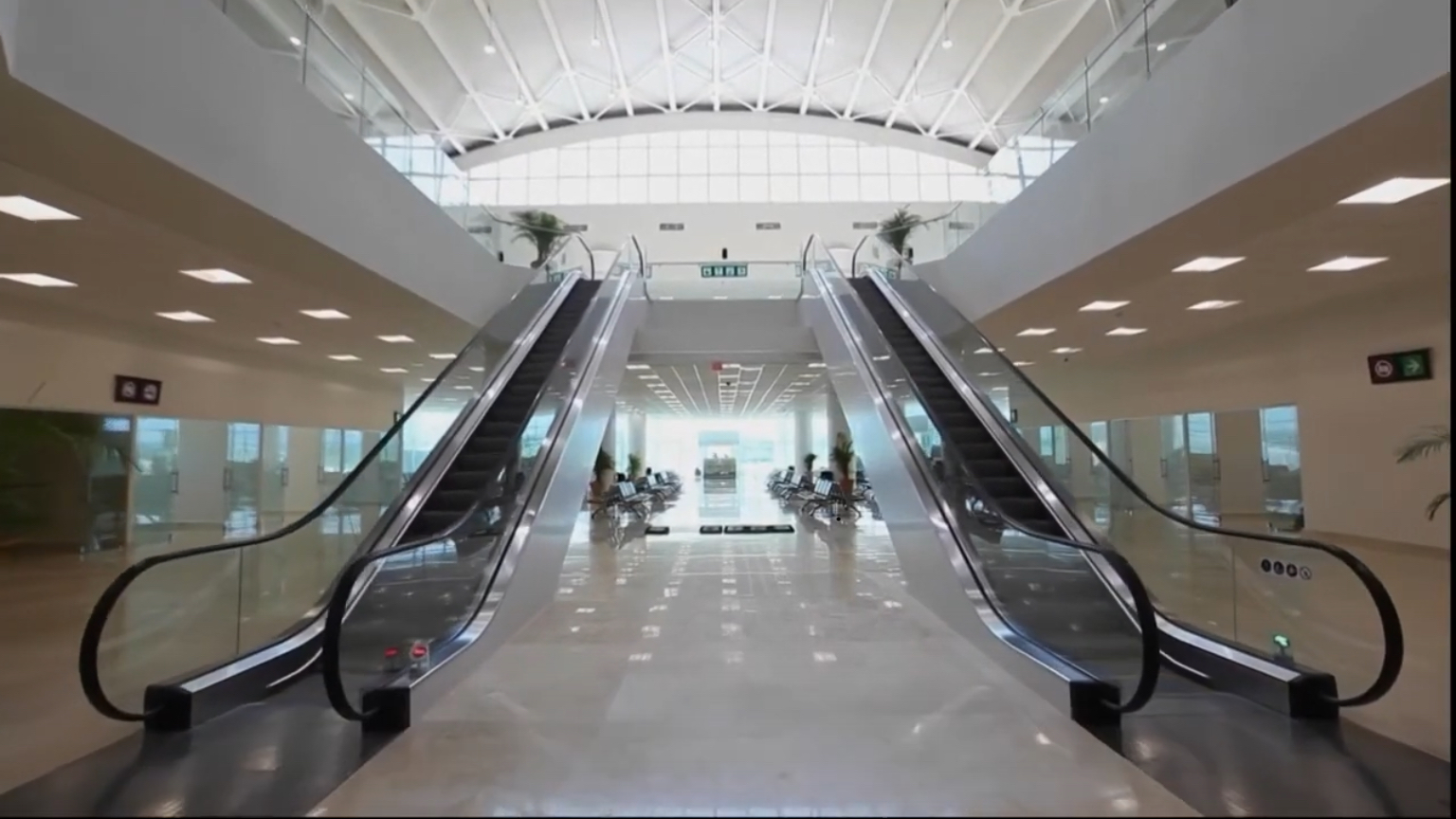
Escaleras al Tercer Nivel del aeropuerto

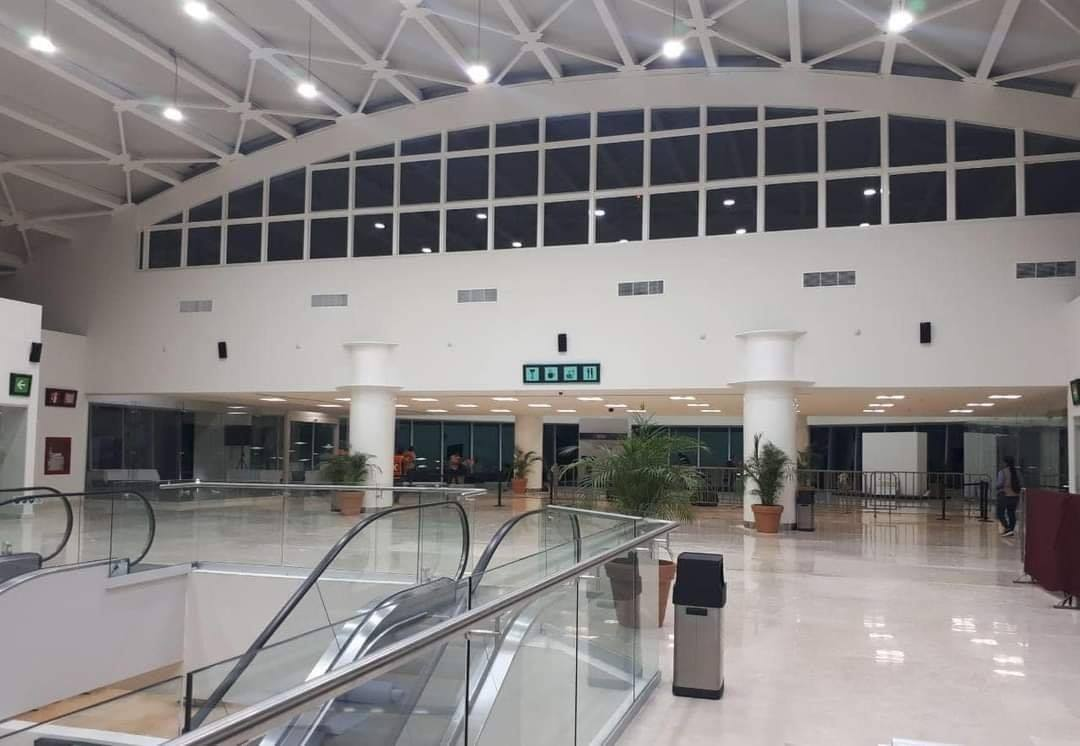
Tercer Nivel del Aeropuerto

En su inicio, únicamente dos líneas aéreas operaban en este aeropuerto: Mexicana a través de MexicanaClick y Aviacsa. Esta última suspendió operaciones en julio de 2009 debido a una quiebra, lo que despertó el interés de otras aerolíneas por servir el destino. En 2009, Interjet inició operaciones en el aeropuerto con un vuelo diario a Toluca. Por su parte, Aeroméxico anunció la introducción de 3 vuelos diarios de la Ciudad de México a este aeropuerto; sin embargo, la compañía aérea decidió poco después suspender la apertura de los vuelos por tiempo indefinido. 
En julio del mismo año, la subsidiaria MexicanaLink inició dos vuelos diarios a Oaxaca y Guadalajara. En agosto se anunció que la troncal de Mexicana retomaría la ruta a la Ciudad de México con tres vuelos diarios, y a partir de octubre iniciaron dos vuelos diarios a Mérida.
Sin embargo, el 28 de agosto de 2010, ante la insalvable crisis económica que presentaba, Mexicana y su filial MexicanaClick dejaron de ofrecer el servicio en este aeropuerto. Como consecuencia, la oferta de vuelos a la Ciudad de México se redujo de 10 a solo dos vuelos operados por la compañía Interjet. Ante esta grave coyuntura y teniendo en cuenta que la economía de Chiapas se soporta fuertemente en el turismo, Aeroméxico decidió adelantar el inicio de sus operaciones con 5 frecuencias diarias, cuatro de ellas en Boeing 737 y una más con ERJ 145. Con ello se logra restablecer casi al 100% el puente aéreo entre estas dos ciudades. A su vez, Interjet cambió el destino de sus vuelos a la Ciudad de México e incrementó su frecuencia a cinco diarios.
En junio de 2010, el aeropuerto inició operaciones comerciales internacionales regulares, contando con un servicio directo al Aeropuerto Intercontinental George Bush de la ciudad de Houston, Texas, operado dos veces por semana por la aerolínea Continental Airlines a través de su filial Continental Express que después continuó United Express, sin embargo, este servicio se canceló en octubre de 2013.
A partir de julio de 2010, el aeropuerto se conectó con un servicio directo a la ciudad de Monterrey, 3 veces por semana y operado por la aerolínea de bajo costo Viva. Posteriormente la misma línea aérea agregó vuelos directos a Guadalajara y a Cancún y reinició sus vuelos a Ciudad de México en junio de 2016 e inauguró vuelos en 2018 a Mérida y Puebla, convirtiendo a Tuxtla Gutiérrez en una ciudad foco para la aerolínea.
En diciembre de 2012, Volaris anunció el inicio de operaciones en la ruta Ciudad de México-Tuxtla Gutiérrez con una frecuencia de 4 vuelos semanales (lunes, jueves, viernes y domingo); estos vuelos iniciaron el 15 de febrero de 2013 en horario vespertino únicamente; los vuelos se incrementaron a uno diario para fines del mismo año. En los siguientes meses se agregaron frecuencias a Guadalajara (septiembre de 2013), Tijuana (diciembre de 2013-enero de 2015), Monterrey (diciembre de 2014-noviembre de 2017) y Cancún (junio de 2015).
La aerolínea TAR anunció en abril de 2014 que iniciaría vuelos desde el aeropuerto de Toluca a este destino. La ruta empezó a operar a partir del 24 de noviembre de 2014 y se extendió a Mérida en julio de 2015, la aerolínea se retiró de la plaza en febrero de 2018. Por su parte, Aeromar informó en febrero de 2016 que contemplaba operaciones a Villahermosa y Oaxaca; los vuelos iniciaron el 14 de julio con 4 frecuencias semanales, que se expandirán a frecuencias semanales en el caso de Oaxaca y se reducirá a una frecuencia semanal para Villahermosa e inició vuelos directos a Mérida con 6 frecuencias semanales, todo a partir del 1 de noviembre de 2016, finalizando los vuelos en el 2018 y reanudando y abriendo Tapachula como nuevo destino a partir de marzo de 2020. Calafia Airlines inició operaciones en enero de 2018 a Palenque y Puebla, y finalizó los destinos en diciembre de 2018 y septiembre de 2019.

## Aerolíneas y destinos

### Pasajeros
| Destinos por aerolínea                                    | Destinos por aerolínea                                                                   | Destinos por aerolínea | Destinos por aerolínea | Destinos por aerolínea |
| Aerolínea                                                 | Destinos                                                                                 |                        |                        |                        |
| --------------------------------------------------------- | ---------------------------------------------------------------------------------------- | ---------------------- | ---------------------- | ---------------------- |
| Aeroméxico                                                | Ciudad de México                                                                         |                        |                        |                        |
| Aeroméxico Connect                                        | Ciudad de México                                                                         |                        |                        |                        |
| Viva                                                      | Cancún, Ciudad de México, Ciudad de México–AIFA, Guadalajara, Mérida, Monterrey, Tijuana |                        |                        |                        |
| Volaris                                                   | Cancún, Ciudad de México, Guadalajara, Tijuana                                           |                        |                        |                        |
| Total: 7 destinos (nacionales), 4 aerolíneas (nacionales) |                                                                                          |                        |                        |                        |

Notas
1. ↑  Los vuelos de Viva desde Tuxtla Gutiérrez a Tijuana y viceversa hacen una escala express en el AIFA, sin tener que hacer cambio de avión.

### Destinos nacionales
Se brinda servicio a 7 ciudades dentro del país a cargo de 4 aerolíneas.
| Cancún (CUN)           | • | • |   |   | 2 |
| Ciudad de México (MEX) | • | • | • |   | 3 |
| Ciudad de México (NLU) | • |   |   |   | 1 |
| Guadalajara (GDL)      | • | • |   |   | 2 |
| Mérida (MID)           | • |   |   |   | 1 |
| Monterrey (MTY)        | • |   |   |   | 1 |
| Tijuana (TIJ)          | • | • |   |   | 2 |
| Total                  | 7 | 4 | 1 | 0 | 7 |

## Estadísticas

### Tráfico anual
Datos publicados por la Agencia Federal de Aviación Civil, es el 15.º aeropuerto con mayor tráfico de pasajeros en el país, y el 1.º de la región suroeste. 
| Año  | Pasajeros totales | Cambio en % | Movimiento de carga (t) | Cambio en % | Operaciones aéreas | Cambio en % |
| 2006 | 334 181           | Sin cambios | 1 217.45                | Sin cambios | 7 649              | Sin cambios |
| 2007 | 704 903           | 110.93%     | 2 276.88                | 87.02%      | 13 756             | 79.84%      |
| 2008 | 788 486           | 11.86%      | 1 611.82                | -29.21%     | 15 862             | 15.31%      |
| 2009 | 663 479           | -15.85%     | 1 285.81                | -20.23%     | 12 832             | -19.10%     |
| 2010 | 650 053           | -2.02%      | 1 138.19                | -11.48%     | 12 367             | -3.62%      |
| 2011 | 803 611           | 23.62%      | 1 046.32                | -8.07%      | 14 182             | 14.68%      |
| 2012 | 786 829           | -2.09%      | 1 283.61                | 22.68%      | 15 674             | 10.52%      |
| 2013 | 855 073           | 8.67%       | 901.11                  | -29.80%     | 15 930             | 1.63%       |
| 2014 | 928 243           | 8.56%       | 1 163.65                | 29.14%      | 17 980             | 12.87%      |
| 2015 | 1 121 332         | 20.80%      | 1 132.22                | -2.70%      | 18 067             | 0.48%       |
| 2016 | 1 272 689         | 13.50%      | 1 235.96                | 9.16%       | 19 325             | 6.96%       |
| 2017 | 1 342 345         | 5.47%       | 1 345.52                | 8.86%       | 20 151             | 4.27%       |
| 2018 | 1 388 706         | 3.45%       | 1 287.24                | -4.33%      | 17 832             | -11.51%     |
| 2019 | 1 496 152         | 7.74%       | 1 343.39                | 4.36%       | 17 768             | -0.36%      |
| 2020 | 756 786           | -49.42%     | 755.37                  | -43.77%     | 10 813             | -39.14%     |
| 2021 | 1 186 528         | 56.79%      | 885.00                  | 17.16%      | 13 774             | 27.38%      |
| 2022 | 1 590 178         | 34.02%      | 783.82                  | -11.43%     | 15 723             | 14.15%      |
| 2023 | 1 784 010         | 12.19%      | 910.83                  | 16.20%      | 16 307             | 3.71%       |
| 2024 | 1 681 980         | 5.71%       | 982.37                  | 7.85%       | 15 884             | 2.59%       |
| ---- | ----------------- | ----------- | ----------------------- | ----------- | ------------------ | ----------- |

### Rutas más transitadas
| Número | Ciudad                         | Pasajeros | Ranking     | Aerolínea                                     |
| ------ | ------------------------------ | --------- | ----------- | --------------------------------------------- |
| 1      | Ciudad de México               | 401,434   | Sin cambios | Aeroméxico, Aeroméxico Connect, Viva, Volaris |
| 2      | Cancún, Quintana Roo           | 122,029   | Sin cambios | Viva, Volaris                                 |
| 3      | Guadalajara, Jalisco           | 121,169   | Sin cambios | Viva, Volaris                                 |
| 4      | Monterrey, Nuevo León          | 83,361    | Sin cambios | Magnicharters, Viva                           |
| 5      | Tijuana, Baja California       | 43,828    | Sin cambios | Volaris                                       |
| 6      | Mérida, Yucatán                | 34,151    | Sin cambios | Viva                                          |
| 7      | Valle de México                | 32,110    | 3           | Viva                                          |
| 8      | León, Guanajuato               | 8,549     | Sin cambios | Volaris                                       |
| 9      | Mexicali, Baja California      | 5,346     | (2)         | Volaris                                       |
| 10     | Ciudad de Guatemala, Guatemala | 1,104     | (1)         | Transportes Aéreos Guatemaltecos              |

## Instalaciones

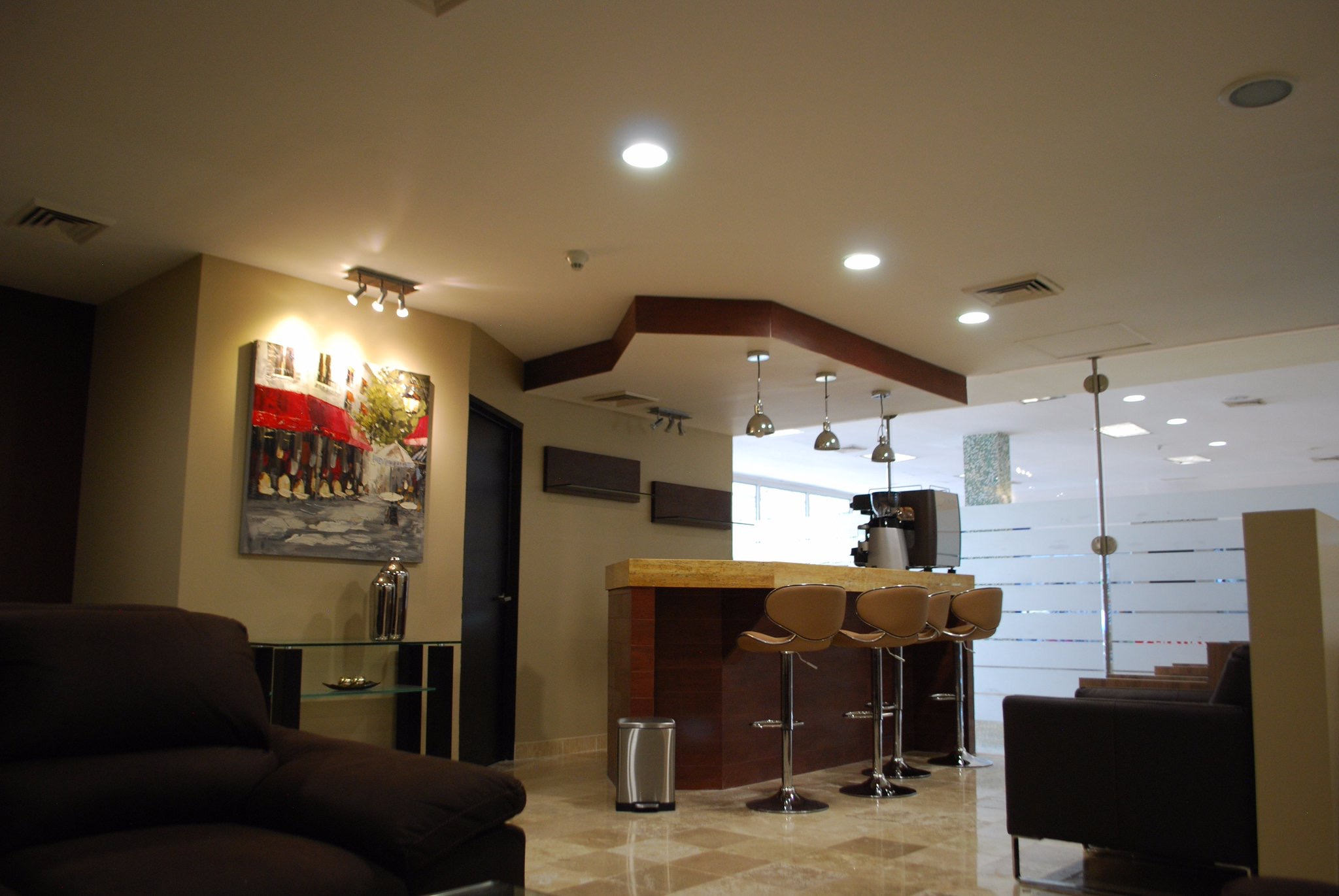
Salón Caral VIP Lounge Tuxtla.

En noviembre de 2016, el aeropuerto inauguró la sala Caral VIP Lounge, donde los pasajeros podrán disfrutar de alimentos, bebidas e internet inalámbrico antes de abordar.

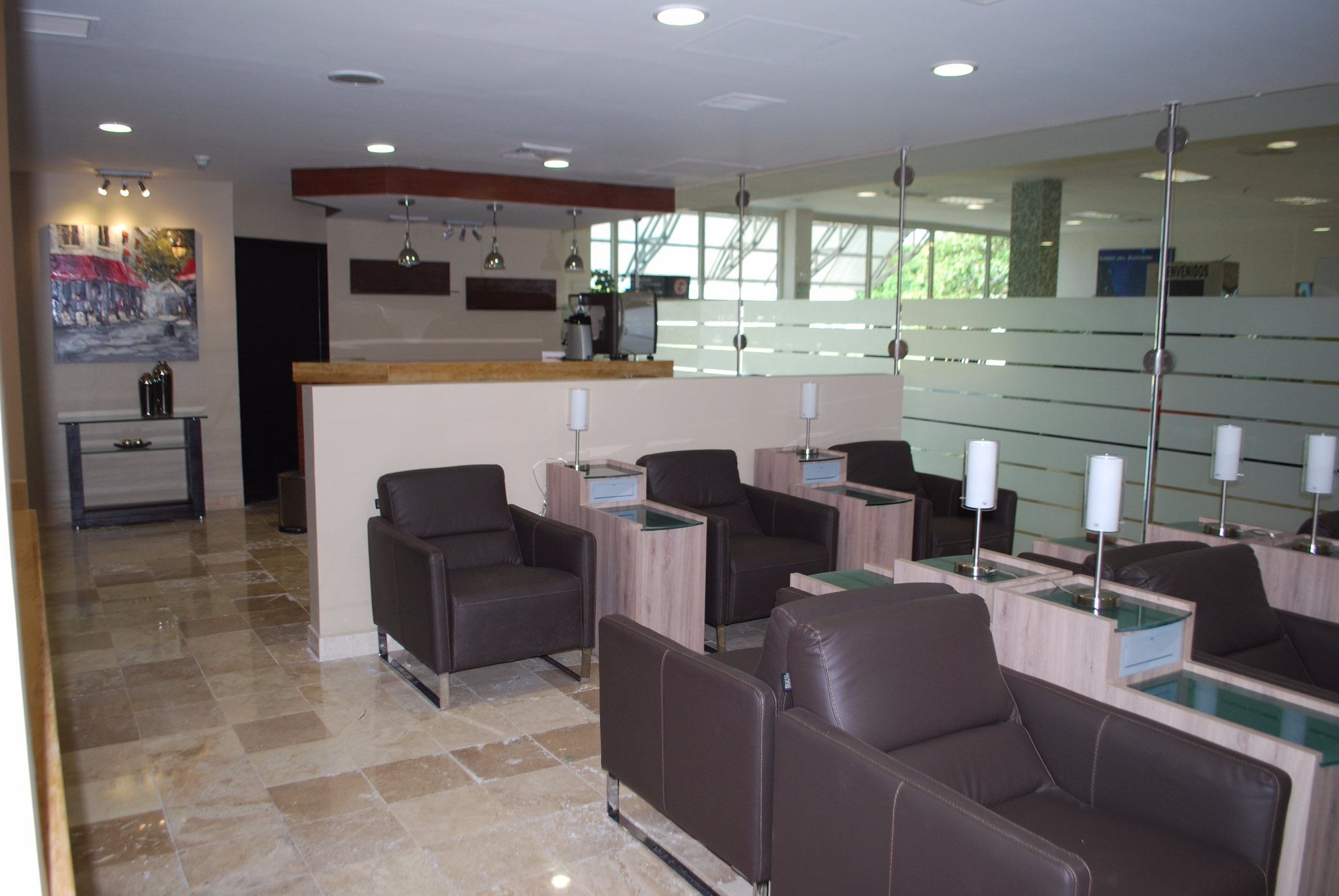
Salón Caral VIP Lounge en el aeropuerto.

Las instalaciones del aeropuerto se extienden por 740 ha (hectáreas), y comprenden una pista de concreto de 2500 m (metros) de longitud, una pista paralela para rodajes, una plataforma y edificio de pasajeros para aviación comercial, otra plataforma para aviación general, varios hangares, una nueva subestación eléctrica y una base militar.
El edificio de pasajeros está construido a doble nivel de 22 472 m² (metros cuadrados) para separar los flujos de llegadas y salidas de pasajeros. La documentación se realiza a través de dieciocho mostradores de servicio, y se cuenta con instalaciones de migración y aduanas para los pasajeros internacionales. Existen nueve posiciones de contacto y ocho aeropasillos fijos tipo T para el ascenso y descenso de pasajeros entre el edificio terminal y el avión: ocho directas al edificio y una remota. Dos posiciones tienen la capacidad para atender a aviones de elevada envergadura como el Boeing 767 y el Airbus A330.
El aeropuerto cuenta con un restaurante, una sala VIP, una cafetería, un local de refrigerios, tiendas de artículos diversos (artesanías, revistas, comida típica, joyería), sanitarios, teléfonos, dos cajeros automáticos (Banorte y Santander), acceso a internet inalámbrico y cuenta con instalaciones especiales para personas con capacidades diferentes.

### Artesanías y locales
- Carl's Jr.
- Subway
- Cacao Nativa
- Kabuki sushi bar
- Las Pichanchas Restaurante
- Kadmiel
- Pradel Leche Natural
- Lixo Joyería
- Café Chichón
- Comestibles Regionales Suc. Aeropuerto
- Tienda de Conveniencia
- Tacos Casa Blanca
- Tasca Chapata Copas+Bocadillos
- Jarch Joyería
- Casa de las Artesanías de Chiapas
- Arturo Cáceres Joyería
- Domino's Pizza
- VIP's
- K'aam Joyería Cultural
- Chiapas a tus Pies
- Sunglass Hut
- Vips Restaurante
- Rica Villa Restaurante Campestre

### Renta de automóviles
Las siguientes arrendadoras de automóviles se pueden contratar dentro del aeropuerto:
- Álamo
- AVIS
- Drive Inn
- Dollar
- Enterprise
- Europcar
- Hertz
- OK Rent a Car
- Mex Rent a Car
- National Car Rental
- Thrifty

### Transporte terrestre
Las tarifas de los taxis, en pesos mexicanos, se pueden localizar en los módulos de atención dentro de la terminal y se dividen por zonas. 
La zona 1 comprende del AIAAC a Soriana (fuente de la Diana). La Zona 2 incluye a la zona 1 hasta la 11.ª Oriente. La Zona 3 incluye a las zonas 1 y 2 hasta la 9.ª Poniente. La Zona 4 incluye a las Zonas 1, 2 y 3 hasta el crucero de Terán (La mayoría de los hoteles se encuentra incluida aquí). La Zona 5 incluye a las zonas 1, 2, 3 y 4 hasta el crucero de La Carreta (salida a Berriozábal).
Los pasajeros tienen la opción de elegir entre cuatro diversas empresas de transportación terrestre que se dividen por el color de los boletos y unidades (verde, rojo, azul, naranja), por lo cual, el usuario contrata el servicio de taxi de su elección, lo que debe generar una competencia en precios, atención y calidad del servicio de taxi que se ofrece.
OCC (Ómnibus Cristóbal Colón) brinda en diversos horarios por la mañana, tarde y noche (20:30 p. m.), un servicio de camionetas a, y desde la ciudad de San Cristóbal de Las Casas a la terminal aérea. Los boletos pueden ser comprados en la taquilla de Ticketbus del área de llegadas.

### Estacionamiento
Tarifas
- Primera hora: 15 pesos
- Horas subsecuentes 10 pesos
- Estancia 5-24 h: 50 pesos
- Boleto extraviado: 200 pesos

## Accidentes e incidentes
- El 17 de enero de 2013, una aeronave Piper PA-31-325 Navajo C/R con matrícula XB-EZY operado por Habilitaciones Turísticas SA CV se desplomó al intentar despegar del Aeropuerto de Tuxtla Gutiérrez con rumbo al Aeropuerto de Puebla debido a las fuertes rachas de viento y sumado presuntamente a una falla mecánica, muriendo en el lugar 8 personas.[12][13]

- El 2 de junio de 2023 una aeronave Tecnam P2010 con matrícula XB-RVQ operada por la Secretaría de Protección Civil de Chiapas que realizaba un vuelo local de  capacitación en el Aeropuerto de Tuxtla Gutiérrez sufrió un colapso en el tren de nariz, provocando una volcadura en la aeronave y sucesivamente el cierre parcial a las operaciones del aeropuerto. Los dos ocupantes resultaron ilesos.[14][15]

## Aerolíneas que volaban anteriormente al AITG
| Aerolíneas |
| --- |
| Aeromar, Aerotucán, Aerus, ALMA, Aviacsa, Calafia Airlines, Continental Express, Interjet, KA'AN Air, Magnicharters, Mexicana, MexicanaClick, MexicanaLink, TAG Airlines, TAR, TUM AeroCarga, United Express |

### Antiguas rutas
| Ciudades                                 | Nombre del aeropuerto                                    | Aerolíneas                                              |              |
| Norteamérica                             | Norteamérica                                             | Norteamérica                                            | Norteamérica |
| ---------------------------------------- | -------------------------------------------------------- | ------------------------------------------------------- | ------------ |
| Estados Unidos (1 destino, 2 aerolíneas) |                                                          |                                                         |              |
| Houston (Texas)                          | Aeropuerto Intercontinental George Bush                  | Continental Express / United Express                    |              |
| México (15 destinos, 15 aerolíneas)      |                                                          |                                                         |              |
| Cancún                                   | Aeropuerto Internacional de Cancún                       | Aeromar / ALMA / Calafia Airlines                       |              |
| Ciudad del Carmen                        | Aeropuerto Internacional de Ciudad del Carmen            | Aerus                                                   |              |
| Ciudad de México                         | Aeropuerto Internacional de la Ciudad de México          | Aeromar / Aviacsa / Interjet / Mexicana / MexicanaClick |              |
| Guadalajara                              | Aeropuerto Internacional de Guadalajara                  | ALMA / Calafia Airlines / MexicanaLink / TAR            |              |
| Huatulco                                 | Aeropuerto Internacional de Bahías de Huatulco           | Aerotucán                                               |              |
| León/El Bajío                            | Aeropuerto Internacional del Bajío                       | Volaris                                                 |              |
| Mérida                                   | Aeropuerto Internacional de Mérida                       | Aeromar / ALMA / Interjet / MexicanaLink / TAR          |              |
| Mexicali                                 | Aeropuerto Internacional General Rodolfo Sánchez Taboada | Volaris                                                 |              |
| Monterrey                                | Aeropuerto Internacional de Monterrey                    | Interjet / Magnicharters / Volaris                      |              |
| Oaxaca                                   | Aeropuerto Internacional de Oaxaca                       | Aeromar / Aerotucán / ALMA / MexicanaLink / TAR         |              |
| Palenque                                 | Aeropuerto Internacional de Palenque                     | Aeromar / Calafia Airlines / KA'AN Air                  |              |
| Puebla                                   | Aeropuerto Internacional de Puebla                       | ALMA / Calafia Airlines / Viva                          |              |
| Tapachula                                | Aeropuerto Internacional de Tapachula                    | Aeromar / Aviacsa / KA'AN Air                           |              |
| Toluca                                   | Aeropuerto Internacional de Toluca                       | Interjet / TAR                                          |              |
| Villahermosa                             | Aeropuerto Internacional de Villahermosa                 | Aeromar / Aerus / ALMA / KA'AN Air / TAR                |              |
| Centroamérica y El Caribe                |                                                          |                                                         |              |
| Guatemala (1 destino, 1 aerolínea)       |                                                          |                                                         |              |
| Ciudad de Guatemala                      | Aeropuerto Internacional La Aurora                       | TAG Airlines                                            |              |

## Aeropuertos cercanos
Los aeropuertos más cercanos son:
- Aeropuerto Internacional de Palenque (150 km)
- Aeropuerto Internacional Carlos Rovirosa Pérez (161 km)
- Aeropuerto Internacional de Tapachula (208 km)
- Aeropuerto de Ixtepec (222 km)
- Aeropuerto Internacional de Minatitlán (238 km)